# Del Gallego
Del Gallego è una municipalità di quarta classe delle Filippine, situata nella Provincia di Camarines Sur, nella Regione del Bicol.
Del Gallego è formata da 32 baranggay:
- Bagong Silang
- Bucal
- Cabasag
- Comadaycaday
- Comadogcadog
- Domagondong
- Kinalangan
- Mabini
- Magais I
- Magais II
- Mansalaya
- Nagkalit
- Palaspas
- Pamplona
- Pasay
- Pinagdapian

- Pinugusan
- Poblacion Zone III
- Sabang
- Salvacion
- San Juan
- San Pablo
- Santa Rita I
- Santa Rita II
- Sinagawsawan
- Sinuknipan I
- Sinuknipan II
- Sugsugin
- Tabion
- Tomagoktok
- Zone I Fatima (Pob.)
- Zone II San Antonio (Pob.)